# Jusuf Owega
Jusuf Owega (Keulen, 6 april 2002) is een Duits autocoureur.

## Carrière
Owega begon zijn autosportcarrière in het karting in 2014, waarin hij tot 2017 actief was. Hij begon in Duitsland en reed later in Europese kampioenschappen. In 2016 werd hij derde in de OK Junior-klasse van de ADAC Kart Masters. Ook nam hij in 2016 en 2017 deel aan het Europees kartkampioenschap en eindigde hij in 2016 op plaats 21 in het wereldkampioenschap.
In 2018 stapte Owega over naar het formuleracing. Hij nam deel aan het BRDC Britse Formule 3-kampioenschap voor het team Hillspeed. Hij moest het openingsweekend missen omdat hij nog niet de minimumleeftijd van zestien jaar had bereikt. Vanaf het tweede weekend op de Rockingham Motor Speedway stapte hij in de wagen. Hij behaalde zijn beste resultaat met een vijfde plaats op het Circuit de Spa-Francorchamps. Met 187 punten werd hij elfde in de eindstand.
In 2019 maakte Owega de overstap naar de GT-racerij en nam hij deel aan de ADAC GT4 Germany voor GetSpeed Performance, waar hij een Mercedes-AMG GT4 deelde met zijn broer Hamza. Zij behaalden vier podiumplaatsen: twee op de Nürburgring en een op zowel en de Motorsport Arena Oschersleben en het Circuit Zandvoort. Met 116 punten werden zij derde in het kampioenschap. In 2020 reden de broers samen in de GT World Challenge Europe Sprint Cup voor het Belgian Audi Club Team WRT, waar zij een Audi R8 LMS Evo deelden. Een negende plaats op het Circuit de Nevers Magny-Cours was hun beste resultaat, en zij eindigden met 2,5 punten op plaats 21 in het klassement. Ze kwamen ook uit in de Silver Cup, waar zij met vijf podiumfinishes derde werden.
In 2021 debuteerde Owega in de ADAC GT Masters bij het team Phoenix Racing, waar hij met Patric Niederhauser een Audi R8 LMS Evo deelde. Twee vijfde plaatsen op de Hockenheimring Baden-Württemberg en de Nürburgring waren hun beste race-uitslagen. Met 54 punten werden zij achttiende in het kampioenschap. Owega nam ook deel aan het weekend op Zandvoort van de GT World Challenge Europe Sprint Cup bij Attempto Racing en deelde de auto met Christopher Mies. Hij werd tiende en elfde in de races. Verder reed hij twee races in de Nürburgring Endurance Series voor het Team Mathol Racing als gastcoureur.
In 2022 reed Owega een tweede seizoen in de ADAC GT Masters. Rijdend voor het team Montaplast by Land Motorsport deelde hij een Audi R8 LMS Evo II met Ricardo Feller, die tevens voor twee raceweekenden werd vervangen door Dries Vanthoor. Hij won de openingsrace op Oschersleben en stond ook in de seizoensfinale op Hockenheim op het podium. Met 117 punten werd hij achtste in het kampioenschap. Verder reed hij samen met Brendon Leitch en Isaac Tutumlu voor Leipert Motorsport in de GT World Challenge Europe Endurance Cup-race op Hockenheim in een Lamborghini Huracán GT3 Evo, maar wist hierin de finish niet te halen. Daarnaast nam hij deel aan de openingsrace van de Nürburgring Endurance Series bij Montaplast.
In 2023 debuteerde Owega in de DTM bij het Mercedes-AMG Team Landgraf, waar hij in een Mercedes-AMG GT3 Evo reed.